# لوفرو ماجر
لوفرو ماجر (بالكرواتية: Lovro Majer) هو لاعب كرة قدم كرواتي يلعب كلاعب وسط مهاجم لنادي دينامو زغرب.

## مسيرته مع الأندية
لعب لمصلحة نادي نادي لوكوموتيفا في نهاية عام 2015 حيث لعب معه في 53 مباراة سجل من خلالها 14 هدفا وصنع الكثير من الأهداف ليوقع في عام 2018 عقدا لنادي دينامو زغرب يمتد حتى 15 يونيو من عام 2023 ليلعب معه في 41 مباراة سجل خلالها 6 أهداف وصنع 17 هدف. في 21 ديسمبر وقع عقد يربطه مع دينامو زغرب لعام 2026.
في 25 اغسطس عام 2021 لعب آخر مباراة له مع نادي زغرب قبل أن يوقع عقد يمتد لخمس سنوات مع نادي رين.

## مسيرته الدولية
لعب لكل الفئات العمرية لمنتخب كرواتيا لكرة القدم لكن أبرز ما قدمه كان مع منتخب كرواتيا تحت 21 سنة لكرة القدم الذي لعب معه 15 مباراة سجل من خلالها 5 أهداف. ظهر ماجر لأول مرة مع منتخب كرواتيا في 28 مايو 2017، ولعب الدقائق الثلاث الأخيرة في مباراة ودية 2-1 مع المكسيك.